# Smile (chanson de Lily Allen)
Pour les articles homonymes, voir Smile.
Singles de Lily Allen
LDN (en)
(2006)
Smile est un single de Lily Allen issu de son premier album studio Alright, Still (2006).
Premier single de l'artiste, le titre a atteint la 1re place de l'UK Singles Chart.